# Solhverv
Chansons représentant la Norvège au Concours Eurovision de la chanson
Kom sol, kom regn
(1962) Spiral
(1964)
Solhverv (« Solstice ») est une chanson écrite et composée par Dag Kristoffersen et interprétée par la chanteuse norvégienne Anita Thallaug.
C'est la chanson représentant la Norvège au Concours Eurovision de la chanson 1963 le 23 mars à Londres.

## À l'Eurovision

### Sélection
Le 10 février 1963, ayant remporté le Melodi Grand Prix 1963, la chanson Solhverv interprétée par Anita Thallaug, est sélectionnée pour représenter la Norvège au Concours Eurovision de la chanson 1963 le 23 mars à Londres (Angleterre), Royaume-Uni.

### À Londres
La chanson est intégralement interprétée en norvégien, langue officielle de la Norvège, comme le veut la coutume avant 1966. L'orchestre est dirigé par Øivind Bergh (en).
Solhverv est la cinquième chanson interprétée lors de la soirée du concours, suivant Vielleicht geschieht ein Wunder de Carmela Corren pour l'Autriche et précédant Uno per tutte d'Emilio Pericoli pour l'Italie.
À l'issue du vote, elle n'obtient pas de points et se classe par conséquent 13e et dernière — à égalité avec Een speeldoos d'Annie Palmen pour les Pays-Bas, Muistojeni laulu de Laila Halme pour la Finlande et En gång i Stockholm de Monica Zetterlund pour la Suède — sur 16 chansons,.